# Rosmolen Lootens
Rosmolen Lootens is een rosmolen in het tot de West-Vlaamse gemeente Jabbeke behorende dorp Stalhille, gelegen aan Cathilleweg 6.
Deze buitenrosmolen fungeerde als korenmolen.
De molen bevindt zich op het terrein van een historische hoeve die in 1478 voor het eerst werd vermeld en in 1610 werd herbouwd. De rosmolen is van 1872 en bestaat uit een achthoekig bakstenen gebouwtje, oorspronkelijk voorzien van een strodak, tegenwoordig een pannendak. Men werkte met drie paarden die naast elkaar liepen. In 1945 werd een motor geïnstalleerd. Het was een van de laatste rosmolens die nog als zodanig in gebruik was. Ook tegenwoordig is een groot deel van het binnenwerk nog aanwezig.
In 1983 werd de molen geklasseerd als monument, en zijn omgeving als beschermd dorpsgezicht.
- Inventaris van het Bouwkundig Erfgoed (Vlaanderen): 88803